# Mist Over Dream Lake

Mist over Dream Lake (寒煙翠, Han yan cui) est un film hongkongais tourné à Taiwan réalisé et interprété par Yen Chun et sorti en 1968. 
Il s'agit d'une adaptation d'un roman de la romancière Chiung Yao (en), spécialisée dans les romans sentimentaux ayant des jeunes filles pour héroïnes ; il fait partie d'un ensemble de films tournés à Taiwan par le studio hongkongais à la même période
Le casting est composé d'un mélange de jeunes acteurs vedettes dans les premiers rôles et d'acteurs confirmés pour les personnages adultes. Une touche d'exotisme est apportée par la présence de personnages issus de la minorité aborigène de l'île en costumes pseudo-traditionnels.
Les scènes se déroulant sur les rives du lac éponyme auraient été tournées au lac Wushantou et au lac Chenching.

## Histoire
Chen Yung-wei, une jeune fille d'origine asiatique, est confiée à la famille de sa tante par sa mère dont la situation conjugale est récemment passée en mode "c'est compliqué". Ayant grandi en milieu urbain elle se retrouve ainsi au cœur de la campagne taiwanaise et y retrouve ou fait la connaissance de ses deux cousins, à la personnalité opposée, et de sa cousine, une jeune fille brune aux cheveux noirs, ainsi que d'un séduisant artiste peintre et d'une jeune sauvageonne aux charmes vénéneux.
Les poussées hormonales difficilement contrôlables auxquelles sont soumis tous ces jeunes gens ne manqueront pas de créer diverses tensions dans une atmosphère romantique ouatée par les brumes éponymes flottant sur le lac des rêves.

## Fiche technique
- Titre original : Mist over Dream Lake
- Réalisation : Yen Chun
- Scénario : basé sur un roman de Chiung Yao
- Société de production : Shaw Brothers
- Pays d'origine : Hong Kong
- Langue originale : mandarin
- Format : couleurs - 2,35:1 - mono - 35 mm
- Genre : étude de sentiments
- Durée : 100 minutes
- Date de sortie : 1968

## Distribution
- Fang Ying : Chen Yung-wei, une jeune citadine
- Chiao Chuang : Chang Ling-feng, fils cadet de la famille Chang, un étudiant dissipé
- Ching Li : Chang Ling-yun, fille cadette de la famille Chang, une jeune fille douce
- Yeuh Hua : Yu Ya-nan, un artiste peintre
- Wang Hieh : Chang Ling-hsiao, fils aîné de la famille Chang, un agriculteur dur à la tâche
- Pai Ling : Lu-lu, une jeune fille affriolante membre d'une ethnie aborigène de l'île de Formose
- Yen Chun : Chang Ling Hsiao, patriarche de la famille Chang, un homme colérique
- Ouyang Sha-fei : Hsu Shun-chuan, tante de Chen Yung-wei, femme du précédent
- Kao Pao-shu : Hsu Chieh-chun, mère de Chen Yung-wei, sœur de la précédente